# 中国自動車道
中国自動車道（ちゅうごくじどうしゃどう、英語: CHUGOKU EXPWY）は、大阪府吹田市から兵庫県、岡山県、
広島県、島根県を経由して山口県下関市へ至る高速道路。略称は中国道（ちゅうごくどう）。高速自動車国道であり、政令による正式な路線名は中国縦貫自動車道である。
なお、吹田ジャンクション（JCT） - 神戸JCT、山口JCT - 下関インターチェンジ（IC）間はアジアハイウェイ1号線「AH1」にも指定されている。

## 概要

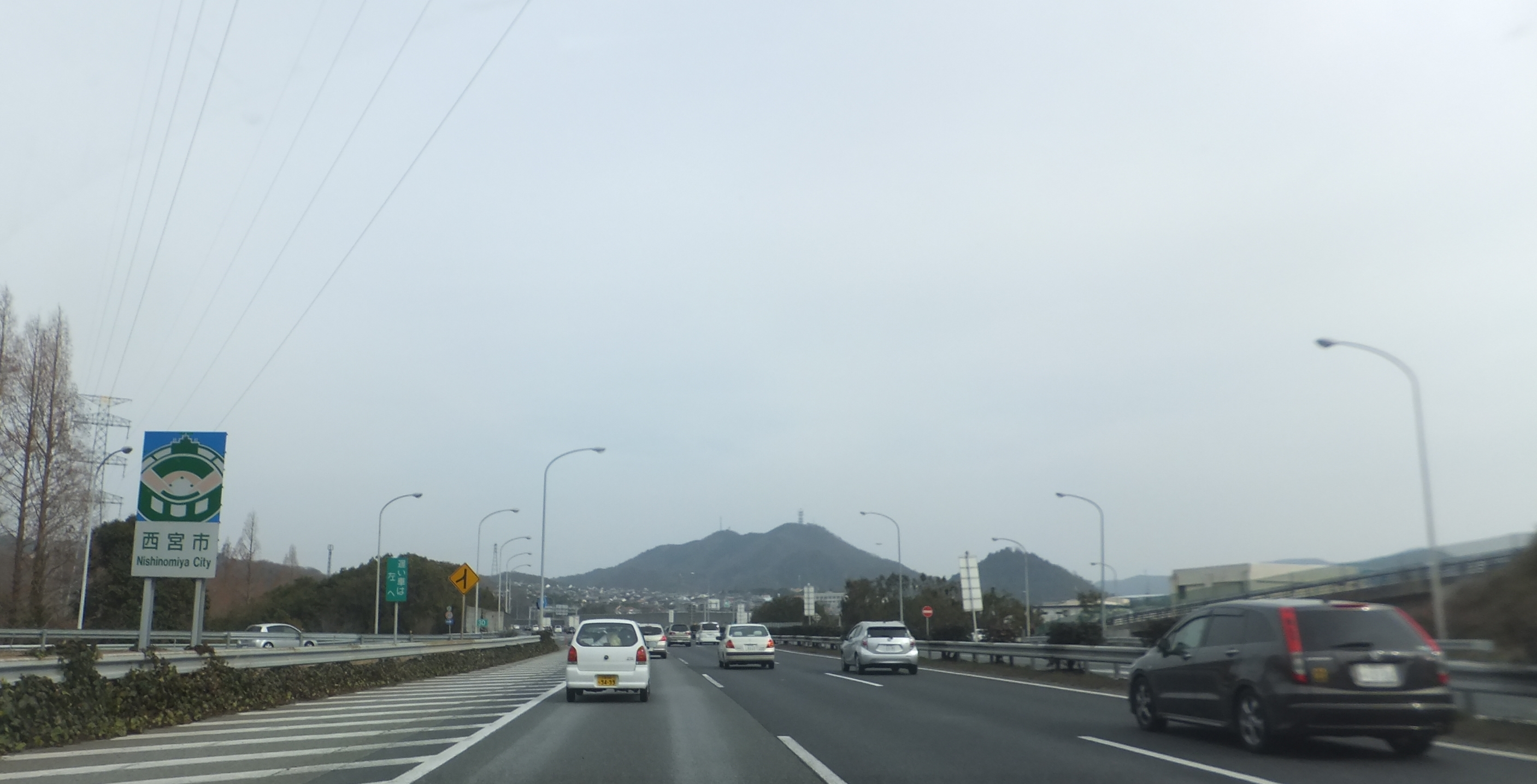
西宮市と神戸市との境目付近
兵庫県西宮市山口町名来で撮影

中国自動車道の高速道路ナンバリングによる路線番号は、関門橋（関門自動車道）とともに「E2A」が割り振られている。起終点付近を除き国道2号とは並行していないが、山陽自動車道の並行道路と見なし「E2A」が付番された。
中国自動車道は、中国地方のほぼ中央部を東西に貫く形で建設され、1983年に全通した。総延長は540.1 kmに及び、高速自動車国道の中では東北自動車道に次いで長い。山間部を中心にICの間隔が長い点も特徴の1つであり、並行する山陽自動車道と比べて距離が長いにもかかわらず、中国自動車道のICの合計数の方が少ない。
高速道路網としては初期に整備された路線であり、中国地方における国土開発幹線自動車道の唯一の東西軸である「中国縦貫自動車道」として指定され、山陽地方からも山陰地方からもほぼ等距離にアクセス出来る中国山地沿いの位置に建設された（#山陽自動車道との関係も参照）。この経緯から丘陵部の山間や山裾を通るルートを経由するため、道路設計に小半径の曲線や急勾配が多用される線形になり、大半の区間で最高速度が80 km/h以下に制限されている（#路線状況）。

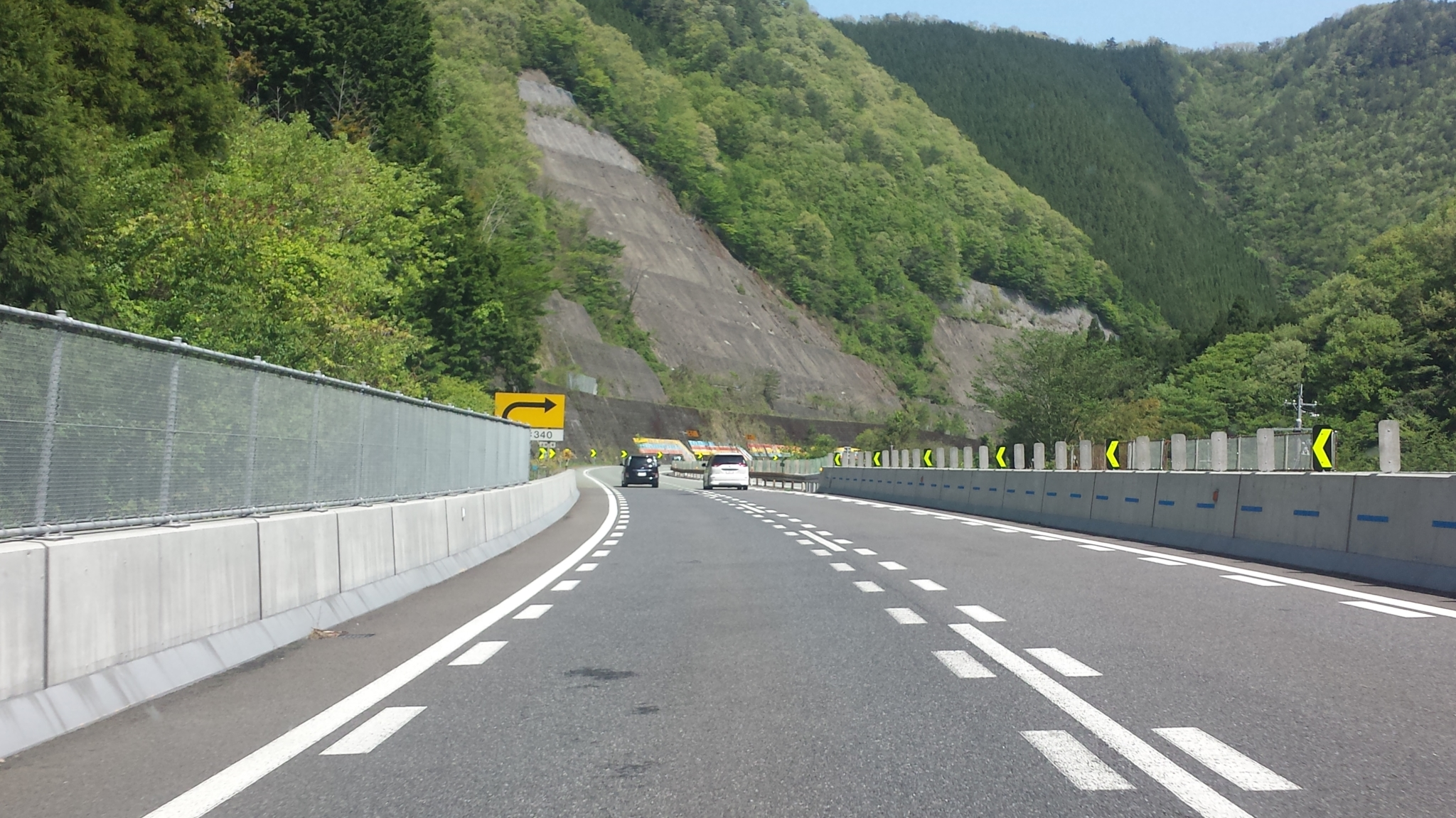
鹿野IC - 六日市IC間に存在する急カーブ
急傾斜な坂道と急カーブが続く。

冬季は日本海からの季節風の影響を受けて、山間部や山口県内を中心に凍結や積雪がしばしば生じるため、冬用タイヤ着用などの規制が実施される場合が多々ある。
| 内務省土木局が1943年（昭和18年）に計画した自動車国道網（画像左）と田中清一が「平和国家建設国土計画大綱」で提案した全国道路網（画像右）。戦後の高速道路建設は当初田中案を原型に進められた。東京 - 名古屋間では紆余曲折を経て東名の建設が先行したが、中国地方では田中案に由来する中国道の建設が先行した。 |  | 内務省土木局が1943年（昭和18年）に計画した自動車国道網（画像左）と田中清一が「平和国家建設国土計画大綱」で提案した全国道路網（画像右）。戦後の高速道路建設は当初田中案を原型に進められた。東京 - 名古屋間では紆余曲折を経て東名の建設が先行したが、中国地方では田中案に由来する中国道の建設が先行した。 |
| 内務省土木局が1943年（昭和18年）に計画した自動車国道網（画像左）と田中清一が「平和国家建設国土計画大綱」で提案した全国道路網（画像右）。戦後の高速道路建設は当初田中案を原型に進められた。東京 - 名古屋間では紆余曲折を経て東名の建設が先行したが、中国地方では田中案に由来する中国道の建設が先行した。 |  | |

### 山陽自動車道との関係
前述の通り中国自動車道は当初中国地方における唯一の東西軸の高速道路として計画・整備され、開通 - 1990年代初頭まで山陽地方や九州方面へのアクセスの根幹は当時唯一の路線であった中国自動車道が担っていた。また、岡山市など山陽地方東部の都市へのアクセスは、当時未開通であった山陽自動車道（以下山陽道）に並行する、阪神高速3号神戸線および国道2号バイパス（第二神明道路 - 加古川バイパス - 姫路バイパス - 太子竜野バイパス）といった自動車専用道路や岡山ブルーラインなどが利用されることもあった。
その後、1966年に公布された国土開発幹線自動車道建設法で山陽自動車道が計画され、1987年に行われた国土開発幹線自動車道建設法の改正で山陰自動車道の計画が策定された。1990年代に山陽道の岡山市や広島市などの中国地方の主要都市の中心部近くを通過する区間が開通すると共に漸次交通量が移行し、1992年6月に山陽道の広島JCT - 山口JCT間が全通すると当該区間の通過交通の大半が山陽道に移行、1993年12月には山陽道の山陽姫路東IC - 広島JCT間も全通し、通過交通や山陽地方都市部への交通の多くが播但連絡道路福崎IC - 山陽姫路東ICを介して山陽道を利用するルートへと移行した。なお、中国道が全線4車線化したのは1992年11月のことであり、既に通過交通の多くが移行しつつある時期であった。
そして1997年に山陽道が全線開通すると、通過交通や山陽地方都市部を目的とする交通は、ほぼ全面的に山陽道へと移行した。さらに、2001年に山陽道宇部下関線が開通すると、宇部市・山陽小野田市へのアクセスや通過交通の一部を同線が担うようになった。
21世紀初頭においては、日本を縦断する国土軸において、山陽道を補完する役割を担う一方、中国山地沿いの各都市（宍粟市、美作市、津山市、真庭市、新見市、庄原市、三次市、安芸高田市、美祢市など）や、鳥取自動車道・米子自動車道・松江自動車道・浜田自動車道などを介して接続される山陰地方の各都市にとっては、他地域との交流の上で重要な交通ルートとされる。
近畿地方における高速自動車国道の路線として、中国縦貫自動車道は、その起点の吹田市において近畿自動車道天理吹田線の終点であり、吹田市 - 神戸市において山陽自動車道吹田山口線と重複している。特に中国池田ICで接続する阪神高速11号池田線、西宮山口JCTで接続する阪神高速7号北神戸線、神戸JCTで接続する山陽自動車道、吉川JCTで分岐する舞鶴若狭自動車道の相互交通が集中する中国池田IC - 西宮山口JCT間は、交通量が極めて多く、宝塚東・宝塚西トンネル周辺を中心として渋滞の発生が顕著である（交通量の節も参照）。ただ、2018年3月18日に新名神高速道路・高槻JCT/IC - 神戸JCTの全線が開通した結果、中国道を経由していた東西間の交通量が分散された。
国土交通省近畿地方整備局の定める「関西4環状ネットワーク」においては、関西中央環状道路を構成する道路の1つと位置付けられており、山陽自動車道・神戸淡路鳴門自動車道・紀淡連絡道路（構想段階）・近畿自動車道と組み合わせて1周約240 kmの環状道路を形成している。
1995年に発生した兵庫県南部地震（阪神・淡路大震災）で京阪神の交通網が大きく寸断された際、道路以外も含めた交通の大動脈の中で、対面通行ながらも唯一機能したルートでもある。この結果、交通量の大半が神戸市の海沿いに集中していたことが改めてクローズアップされた。
例年10月から11月にかけて、交通量が多く道路の劣化が激しい宝塚IC付近を中心に中国道集中工事を実施している。これにより、例年大規模な渋滞が発生するものの、集中工事方式を採用することで年間の工事渋滞や規制件数が大幅に低減するとされる。しかし、それでも、2020年に6月12日から6月28日にかけては、吹田JCTから中国池田IC間の区間を、補修工事のために通行止にした。
なお、広島北JCT・下関JCTは中国道の一方向（それぞれ吹田方面・下関方面）と接続する路線（それぞれ広島道・山陽道宇部下関線）の本線が直結しており、もう一方向が分岐側となっている。また、山口JCTは山陽道が分岐側だが、山陽道が2車線で合流するのに対し、中国道吹田方面→下関方面は路面標示により1車線に減少するよう変更されている。

## インターチェンジなど
- IC番号欄の背景色が■である区間は既開通区間に存在する。
施設欄の背景色が■である区間は未開通区間または未供用施設に該当する。
未開通区間の名称は仮称である。
- スマートインターチェンジ（SIC）等のETC専用ICは背景色■で示す。
- 路線名の特記が無き物は市道である。
- バスストップ（BS）のうち、○/●は運用中、◆は休止中の施設。無印はBSなし。
新見ICと東城ICは◎としている。これは当該BSは本高速道路に属すIC設備に併設されているBSが休止中で、IC近隣に設置された施設でIC設備からも離れているBSが運用中のためである。しかし、実際の運用上の扱いは同一である。
- 英略字は以下の項目を示す。
IC：インターチェンジ、SIC：スマートインターチェンジ、JCT：ジャンクション、SA：サービスエリア、PA：パーキングエリア、TB：本線料金所、BS：バスストップ、CB：チェーンベース（チェーン脱着場）

| IC 番号                    | 施設名         | 接続路線名                                                    | 起点 から (km) | BS            | 備考                                                        | 所在地               | 所在地               |
| -------------------------- | -------------- | ------------------------------------------------------------- | -------------- | ------------- | ----------------------------------------------------------- | -------------------- | -------------------- |
| 35                         | 吹田JCT        | E1 名神高速道路 E26 近畿自動車道                              | 0.0            | -             | 京都・名古屋・名神高速道路方面のみ接続 0                    | 大阪府               | 吹田市               |
| 1                          | 中国吹田IC     | 府道2号大阪中央環状線                                         | 1.0            |               | 神戸JCT方面出入口                                           | 大阪府               | 吹田市               |
| 2                          | 中国豊中IC     | 府道2号大阪中央環状線                                         | 8.3            |               | 吹田JCT方面出入口                                           | 大阪府               | 豊中市               |
| 2                          | 中国池田IC     | 国道176号（バイパス）                                         | 10.5           |               | 神戸JCT方面出入口 阪神高速11号池田線と接続（一般道経由）    | 大阪府               | 池田市               |
| 3                          | 宝塚IC         | 国道176号（バイパス） 県道42号尼崎宝塚線                      | 16.6           | ○             |                                                             | 兵庫県               | 宝塚市               |
| -                          | 西宮名塩SA     | -                                                             | 24.1           | ◆             | SICは計画中                                                 | 兵庫県               | 西宮市               |
| 4                          | 西宮山口JCT    | 阪神高速7号北神戸線                                           | 27.5           | -             | 吹田JCT方面⇔神戸JCT方面、 吹田JCT方面⇔伊川谷JCT方面のみ接続 | 兵庫県               | 西宮市               |
| 5                          | 西宮北IC       | 県道82号大沢西宮線                                            | 29.8           | ○             |                                                             | 兵庫県               | 西宮市               |
| 5-1                        | 神戸JCT        | E2 山陽自動車道 E1A 新名神高速道路                            | 31.7           | -             |                                                             | 兵庫県               | 神戸市 北区          |
| -                          | 長尾BS         | -                                                             | 33.6           | ○             |                                                             | 兵庫県               | 神戸市 北区          |
| 5-2                        | 神戸三田IC     | 六甲北有料道路                                                | 36.7           |               |                                                             | 兵庫県               | 神戸市 北区          |
| -                          | 赤松PA         | -                                                             | 38.4           |               |                                                             | 兵庫県               | 神戸市 北区          |
| 6                          | 吉川JCT        | E27 舞鶴若狭自動車道                                          | 40.5           | -             |                                                             | 兵庫県               | 三木市               |
| 7                          | 吉川IC         | 県道17号西脇三田線 国道428号                                  | 43.7           | ○             |                                                             | 兵庫県               | 三木市               |
| 7-1                        | ひょうご東条IC | 県道91号はりま東条インター線 県道313号平木南山線              | 47.7           |               |                                                             | 兵庫県               | 加東市               |
| -                          | 東条BS         | -                                                             | 49.7           | ○             |                                                             | 兵庫県               | 加東市               |
| -                          | 社PA           | -                                                             | 55.8           | ○             |                                                             | 兵庫県               | 加東市               |
| 8                          | 滝野社IC       | 国道175号（社バイパス） 県道17号西脇三田線                    | 59.4           | ○             |                                                             | 兵庫県               | 加東市               |
| -                          | 泉BS           | -                                                             | 66.6           | ○             |                                                             | 兵庫県               | 加西市               |
| 8-1                        | 加西IC         | 県道24号多可北条線                                            | 69.1           | ○             |                                                             | 兵庫県               | 加西市               |
| -                          | 北条BS         | -                                                             | 72.2           | ○             |                                                             | 兵庫県               | 加西市               |
| -                          | 加西SA         | -                                                             | 75.6           |               |                                                             | 兵庫県               | 加西市               |
| -                          | 加西SA         | -                                                             | 75.6           | 神崎郡 福崎町 |                                                             | 兵庫県               |                      |
| 9                          | 福崎IC/JCT     | E95 播但連絡道路                                              | 79.2           | ○             |                                                             | 兵庫県               |                      |
| 9-1                        | 夢前BS/SIC     | 県道67号姫路神河線（市道経由） 県道23号三木宍粟線（市道経由） | 86.0           | ○             |                                                             | 兵庫県               | 姫路市               |
| -                          | 安富PA         | -                                                             | 94.5           | ○             |                                                             | 兵庫県               | 姫路市               |
| 10                         | 山崎IC         | 国道29号                                                      | 99.6           | ○             |                                                             | 兵庫県               | 宍粟市               |
| 10-1                       | 宍粟JCT        | E29 播磨自動車道                                              | 103.6          | -             |                                                             | 兵庫県               | 宍粟市               |
| -                          | 山崎TB         | -                                                             | 103.8          | -             | 2004年12月20日廃止                                          | 兵庫県               | 宍粟市               |
| -                          | 揖保川PA       | -                                                             | 106.6          |               |                                                             | 兵庫県               | 宍粟市               |
| -                          | 葛根BS         | -                                                             | 110.2          | ○             |                                                             | 兵庫県               | 宍粟市               |
| -                          | 南光BS         | -                                                             | 113.8          | ○             |                                                             | 兵庫県               | 佐用郡 佐用町        |
| 10-2                       | 佐用JCT        | E29 鳥取自動車道                                              | 117.4          | -             |                                                             | 兵庫県               | 佐用郡 佐用町        |
| 11                         | 佐用IC         | 国道373号                                                     | 119.2          | ○             |                                                             | 兵庫県               | 佐用郡 佐用町        |
| -                          | 上月PA         | -                                                             | 125.7          | ○             |                                                             | 兵庫県               | 佐用郡 佐用町        |
| 11-1                       | 作東IC         | 県道86号作東インター線 県道365号上福原佐用線                  | 131.3          |               |                                                             | 岡山県               | 美作市               |
| -                          | 作東BS         | -                                                             | 133.9          | ○             |                                                             | 岡山県               | 美作市               |
| -                          | 楢原PA         | -                                                             | 136.4          |               |                                                             | 岡山県               | 美作市               |
| 12                         | 美作IC         | 県道51号美作奈義線                                            | 139.4          | ○             |                                                             | 岡山県               | 美作市               |
| 12-1                       | 勝央JCT        | 美作岡山道路                                                  | 141.9          | -             |                                                             | 岡山県               | 美作市               |
| -                          | 勝間田BS       | -                                                             | 144.0          | ○             |                                                             | 岡山県               | 勝田郡 勝央町        |
| -                          | 勝央SA         | -                                                             | 145.3          |               |                                                             | 岡山県               | 勝田郡 勝央町        |
| 13                         | 津山IC         | 国道53号                                                      | 150.7          | ○             |                                                             | 岡山県               | 津山市               |
| -                          | 津山北BS       | -                                                             | 156.0          | ○             |                                                             | 岡山県               | 津山市               |
| -                          | 二宮PA         | -                                                             | 159.1          |               |                                                             | 岡山県               | 津山市               |
| 14                         | 院庄IC         | 国道179号 県道206号院庄線                                     | 161.1          | ○             |                                                             | 岡山県               | 津山市               |
| -                          | 久米BS         | -                                                             | 166.5          | ○             |                                                             | 岡山県               | 津山市               |
| -                          | 美作追分PA     | -                                                             | 173.9          | ○             |                                                             | 岡山県               | 真庭市               |
| 15                         | 落合JCT        | E73 米子自動車道                                              | 175.0          | -             |                                                             | 岡山県               | 真庭市               |
| 16                         | 落合IC         | 国道313号                                                     | 181.6          | ○             |                                                             | 岡山県               | 真庭市               |
| -                          | 真庭PA         | -                                                             | 184.6          |               |                                                             | 岡山県               | 真庭市               |
| 17                         | 北房JCT        | E73 岡山自動車道                                              | 191.0          | -             |                                                             | 岡山県               | 真庭市               |
| 18                         | 北房IC         | 国道313号                                                     | 193.4          |               |                                                             | 岡山県               | 真庭市               |
| -                          | 呰部BS         | -                                                             | 196.5          | ○             |                                                             | 岡山県               | 真庭市               |
| -                          | 布瀬BS         | -                                                             | 205.5          | ○             |                                                             | 岡山県               | 新見市               |
| 18-1                       | 大佐SA/SIC     | 県道32号新見勝山線（市道経由）                                | 209.5          | ○             |                                                             | 岡山県               | 新見市               |
| -                          | 熊谷BS         | -                                                             | 215.6          | ○             |                                                             | 岡山県               | 新見市               |
| 19                         | 新見IC         | 国道180号 県道8号新見日南線                                   | 221.6          | ◎             |                                                             | 岡山県               | 新見市               |
| -                          | 神郷PA         | -                                                             | 228.8          | ◆             |                                                             | 岡山県               | 新見市               |
| -                          | 哲西BS         | -                                                             | 237.9          | ○             |                                                             | 岡山県               | 新見市               |
| 20                         | 東城IC         | 国道182号                                                     | 246.4          | ◎             |                                                             | 広島県               | 庄原市               |
| -                          | 帝釈峡PA       | -                                                             | 249.2 250.1    |               | 下り線 三次・広島方面 上り線 津山・大阪方面                 | 広島県               | 庄原市               |
| -                          | 帝釈BS         | -                                                             | 259.7          | ○             |                                                             | 広島県               | 庄原市               |
| -                          | 本村PA         | -                                                             | 265.9 267.0    |               | 下り線 三次・広島方面 上り線 津山・大阪方面                 | 広島県               | 庄原市               |
| 21                         | 庄原IC         | 国道432号                                                     | 276.6          | ○             |                                                             | 広島県               | 庄原市               |
| -                          | 七塚原SA       | -                                                             | 283.1 283.2    |               | 下り線 広島・北九州方面 上り線 津山・大阪方面               | 広島県               | 庄原市               |
| -                          | 和知BS         | -                                                             | 286.5          | ○             |                                                             | 広島県               | 三次市               |
| 21-1                       | 三次東JCT      | E54 松江自動車道 E54 尾道自動車道                             | 288.6          | -             |                                                             | 広島県               | 三次市               |
| 21-1                       | 三次東IC       | 県道434号和知三次線                                           | 288.6          | -             |                                                             | 広島県               | 三次市               |
| 22                         | 三次IC         | 国道375号 県道470号三次インター線                             | 293.6          | ○             |                                                             | 広島県               | 三次市               |
| -                          | 江の川PA       | -                                                             | 299.1 302.0    |               | 上り線 松江・大阪方面 下り線 広島・北九州方面               | 広島県               | 三次市               |
| -                          | 高宮BS         | -                                                             | 308.3          | ○             |                                                             | 広島県               | 安芸高田市           |
| 23                         | 高田IC         | 県道64号三次美土里線                                          | 313.8          |               |                                                             | 広島県               | 安芸高田市           |
| -                          | 美土里BS       | -                                                             | 315.8          | ○             |                                                             | 広島県               | 安芸高田市           |
| -                          | 本郷PA         | -                                                             | 317.9 322.2    |               | 上り線 三次・大阪方面 下り線 広島・北九州方面               | 広島県               | 安芸高田市           |
| 24                         | 千代田IC       | 県道5号浜田八重可部線                                         | 328.9          | ○             |                                                             | 広島県               | 山県郡 北広島町      |
| 25                         | 千代田JCT      | E74 浜田自動車道                                              | 330.9          | -             |                                                             | 広島県               | 山県郡 北広島町      |
| -                          | 安佐SA         | -                                                             | 339.9 340.4    |               | 下り線 広島・北九州方面 上り線 浜田・大阪方面               | 広島県               | 広島市 安佐北区      |
| 26                         | 広島北JCT      | E74 広島自動車道                                              | 343.0          | -             | 三次IC・浜田IC方面⇔広島JCT方面直結                          | 広島県               | 広島市 安佐北区      |
| 26-1                       | 加計BS/SIC     | 国道191号（町道経由）                                         | 355.0          | ○             | 広島北JCT方面出入口 山口JCT方面は事業中                     | 広島県               | 山県郡 安芸太田町    |
| 27                         | 戸河内IC       | 国道186号 国道191号                                           | 360.4          |               |                                                             | 広島県               | 山県郡 安芸太田町    |
| -                          | 筒賀PA         | -                                                             | 363.2          | ○             |                                                             | 広島県               | 山県郡 安芸太田町    |
| 28                         | 吉和IC         | 国道186号                                                     | 376.6          |               |                                                             | 広島県               | 廿日市市             |
| -                          | 吉和SA         | -                                                             | 379.1          | ○             |                                                             | 広島県               | 廿日市市             |
| -                          | 宇佐BS/CB      | -                                                             | 387.4          | ◆             |                                                             | 山口県 岩国市        | 山口県 岩国市        |
| -                          | 深谷PA         | -                                                             | 395.5          | ○             |                                                             | 山口県 岩国市        | 山口県 岩国市        |
| 29                         | 六日市IC       | 国道187号                                                     | 403.6          | ◆             |                                                             | 島根県 鹿足郡 吉賀町 | 島根県 鹿足郡 吉賀町 |
| -                          | 朝倉PA         | -                                                             | 408.5          | ◆             |                                                             | 島根県 鹿足郡 吉賀町 | 島根県 鹿足郡 吉賀町 |
| 30                         | 鹿野IC         | 国道315号                                                     | 430.6          | ◆             |                                                             | 山口県               | 周南市               |
| -                          | 鹿野SA         | -                                                             | 432.2 432.8    |               | 下り線 山口・北九州方面 上り線 広島・大阪方面               | 山口県               | 周南市               |
| -                          | 串BS/CB        | -                                                             | 439.7          | ◆             | CBは上り線のみ                                              | 山口県               | 山口市               |
| 31                         | 徳地IC         | 国道489号                                                     | 447.4          | ◆             |                                                             | 山口県               | 山口市               |
| -                          | 荷卸峠PA       | -                                                             | 455.7          |               |                                                             | 山口県               | 山口市               |
| -                          | 仁保BS         | -                                                             | 460.6          | ◆             |                                                             | 山口県               | 山口市               |
| 32                         | 山口IC         | 国道262号                                                     | 467.4          | ◆             |                                                             | 山口県               | 山口市               |
| 32-1                       | 湯田温泉PA/SIC | 市道湯田パーキング線                                          | 473.4          | ◆             |                                                             | 山口県               | 山口市               |
| 33                         | 山口JCT        | E2 山陽自動車道                                               | 474.8          | -             |                                                             | 山口県               | 山口市               |
| 34                         | 小郡IC         | 国道9号                                                       | 480.1          | ◆             |                                                             | 山口県               | 山口市               |
| 34-1                       | 小郡JCT        | 山口宇部道路                                                  | 480.2          | -             |                                                             | 山口県               | 山口市               |
| -                          | 美東SA         | -                                                             | 487.5 487.7    |               | 下り線 下関・北九州方面 上り線 山口・広島方面               | 山口県               | 美祢市               |
| -                          | 真名BS         | -                                                             | 489.5          | ◆             |                                                             | 山口県               | 美祢市               |
| 34-2                       | 美祢東JCT      | 小郡萩道路（美東大田道路）                                    | 490.5          | -             |                                                             | 山口県               | 美祢市               |
| 35                         | 美祢IC         | 国道435号                                                     | 498.2          | ○             |                                                             | 山口県               | 美祢市               |
| -                          | 伊佐PA         | -                                                             | 505.5          |               |                                                             | 山口県               | 美祢市               |
| 35-1                       | 美祢西IC       | 県道33号下関美祢線                                            | 511.7          | ◆             |                                                             | 山口県               | 美祢市               |
| 35-2                       | 下関JCT        | E2 山陽自動車道 宇部下関線                                    | 519.1          | -             |                                                             | 山口県               | 下関市               |
| -                          | 長門吉田BS     | -                                                             | 519.4          | ◆             |                                                             | 山口県               | 下関市               |
| -                          | 小月BS         | -                                                             | 524.0          | ◆             |                                                             | 山口県               | 下関市               |
| 36                         | 小月IC         | 国道491号 E9 山陰自動車道（調査中）                           | 524.6          |               |                                                             | 山口県               | 下関市               |
| -                          | 王司PA         | -                                                             | 529.1          |               |                                                             | 山口県               | 下関市               |
| -                          | 長門勝山BS     | -                                                             | 535.9          | ◆             |                                                             | 山口県               | 下関市               |
| 37                         | 下関IC         | 県道57号下関港線 県道258号武久椋野線                          | 540.1          |               |                                                             | 山口県               | 下関市               |
| E2A 関門橋（関門自動車道） |                |                                                               |                |               |                                                             |                      |                      |

## 歴史
| 1970 | (3月)中国吹田IC - 中国豊中IC (7月)中国豊中IC - 宝塚IC             |
| 1971 |                                                                   |
| 1972 |                                                                   |
| 1973 | (11月)小月IC - 下関IC                                             |
| 1974 | (6月)西宮北IC - 福崎IC (7月)小郡IC - 小月IC (12月)美作IC - 落合IC |
| 1975 | (4月)山口IC - 小郡IC (10月)宝塚IC - 西宮北IC・福崎IC - 美作IC     |
| 1976 | (12月)落合IC - 北房IC                                             |
| 1977 |                                                                   |
| 1978 | (10月)北房IC - 三次IC                                             |
| 1979 | (10月)三次IC - 千代田IC                                           |
| 1980 | (10月)鹿野IC - 山口IC                                             |
| 1981 |                                                                   |
| 1982 |                                                                   |
| 1983 | (3月)千代田IC - 鹿野IC                                            |

- 1957年（昭和32年）4月16日：国土開発縦貫自動車道建設法において、中国自動車道（起点：吹田市、終点：下関市、主たる経過地：兵庫県加東郡滝野町附近 津山市附近 三次市附近 山口市附近）が国土開発縦貫自動車道の予定路線に定められる。
- 1965年（昭和40年）
  - 10月18日：第14回国土開発縦貫自動車道建設審議会において、吹田 - 千代田間（延長：315km、連結位置：大阪府吹田市 池田市 兵庫県宝塚市 神戸市 加東郡滝野町 神崎郡福崎町 宍粟郡山崎町 佐用郡佐用町 岡山県英田郡美作町 津山市 真庭郡落合町 上房郡北房町 新見市 広島県比婆郡東城町 庄原市 三次市 山県郡千代田町 付近）、鹿野 - 下関間（延長：105km、連結位置：山口県都濃郡鹿野町 山口市 美祢市 下関市 付近）の基本計画が策定。[10][11]
  - 11月1日：高速自動車国道の路線を指定する政令（改正）において、中国自動車道吹田千代田線（起点：吹田市、終点：広島県山県郡千代田町、重要な経過地：豊中市 池田市 川西市 伊丹市 宝塚市 西宮市 神戸市 兵庫県美嚢郡吉川町 兵庫県加東郡滝野町 兵庫県佐用郡佐用町 津山市 新見市 庄原市 三次市）、中国自動車道鹿野下関線（起点：山口県都濃郡鹿野町、終点：下関市、重要な経過地：山口市 美祢市）が高速自動車国道の路線として指定される。
- 1966年（昭和41年）
  - 7月1日：国土開発幹線自動車道建設法において、中国自動車道に代わり、中国縦貫自動車道（起点：吹田市、終点：下関市、主たる経過地：兵庫県加東郡滝野町 津山市 三次市 島根県鹿足郡六日市町附近 山口市）が国幹道の予定路線に定められる。
  - 7月25日：第16回国土開発縦貫自動車道建設審議会において、吹田 - 落合間（延長：180km、事業費：1,143億円、連結位置：大阪府吹田市 池田市 兵庫県宝塚市 神戸市 加東郡滝野町 神崎郡福崎町 宍粟郡山崎町 佐用郡佐用町 岡山県英田郡美作町 津山市 真庭郡落合町）、美祢 - 下関間（延長：40km、事業費：135億円、連結位置：美祢市 下関市 下関市）の整備計画が策定。同日施行命令が交付。[12][13]
- 1967年（昭和42年）
  - 11月9日：第17回国土開発幹線自動車道建設審議会（以下国幹審）において、千代田 - 鹿野間（延長：100km、事業費：1,390億円、連結位置：広島県山県郡加計町 広島県佐伯郡吉和村 島根県鹿足郡六日市町 付近）の基本計画、落合 - 千代田間（延長：151km、事業費：580億円、連結位置：岡山県上房郡北房町 広島県比婆郡東城町 三次市 山県郡千代田町）の整備計画、鹿野 - 美祢間（延長：65km、事業費：240億円、連結位置：都濃郡鹿野町 佐波郡徳地町 山口市 吉敷郡小郡町）の整備計画が策定。[14][15]
  - 11月22日：高速自動車国道の路線を指定する政令（第2次改正）において、中国自動車道吹田千代田線・鹿野下関線に代わり、中国縦貫自動車道（起点：吹田市、終点：下関市、重要な経過地：豊中市 池田市 伊丹市 川西市 宝塚市 西宮市 神戸市 兵庫県美嚢郡吉川町 同県加東郡滝野町 加西市 同県佐用郡佐用町 津山市 新見市 庄原市 三次市 広島県山県郡千代田町 島根県鹿足郡六日市町 山口県都濃郡鹿野町 山口市 美祢市）が高速自動車国道の路線として指定される。
- 1968年（昭和43年）4月1日：中国縦貫自動車道 落合 - 千代田間・鹿野 - 美祢間の施行命令が交付。
- 1970年（昭和45年）
  - 3月1日：中国自動車道[注釈 6]中国吹田IC - 中国豊中IC間（8.2km、4車線、ただし東側約4.0kmは暫定2車線[注釈 7]、事業費120億円）が開通。[16][17]
  - 6月9日：第20回国幹審において、吹田 - 落合間（事業費1,143億円→1,277億円）、鹿野 - 美祢間（事業費240億円→278億円）、美祢 - 下関間（事業費135億円→218億円）の変更整備計画が策定。これは中央道の暫定2車線区間で事故が多発したことから、暫定2車線供用の計画だった区間の一部を完成4車線供用の計画に変更したものである。[18][19]
  - 7月23日：中国豊中IC - 宝塚IC間（7.2km、中国池田IC以東は4車線・以西は6車線、事業費180億円）が開通。[20][21]
- 1971年（昭和46年）
  - 6月1日：第21回国幹審において、千代田 - 鹿野間（延長：101km、事業費：620億円、連結位置：戸河内町 吉和村 六日市町）の整備計画が策定。同日施行命令が交付。また吉川IC・院庄IC・美土里IC（いずれも仮称）の設置計画追加により吹田 - 落合間と落合 - 千代田間の整備計画を変更。[22][23][24]
  - 12月14日：吉川IC・院庄ICの施行命令が交付。[25]
- 1973年（昭和48年）11月14日：小月IC - 下関IC（15.5km、4車線、事業費132億円）が開通。同時に関門橋（関門自動車道）と接続。[26][27]
- 1974年（昭和49年）
  - 6月4日：西宮北IC - 福崎IC間（49.4km、4車線、事業費420億円）が開通。宝塚IC - 生瀬仮出入口間（7km）、尼子仮出入口 - 西宮北IC間（3.8km）が暫定供用。[28][29]
  - 7月31日：小郡IC - 小月IC間（44.5km、4車線、事業費250億円）が開通。[30]
  - 10月1日：高田ICの施行命令が交付。[31]
  - 12月21日：美作IC - 落合IC間（42.2km、4車線、事業費270億円）が開通。[32]
- 1975年（昭和50年）
  - 4月1日：山口IC - 小郡IC間（12.7km、4車線、事業費120億円）が開通。[33][34]
  - 10月16日：宝塚IC - 西宮北IC間（13.2km、6車線、事業費410億円）、福崎IC - 美作IC間（60.2km、4車線、事業費660億円）が開通。[35][36]
  - 12月10日：院庄ICが供用。[37]
- 1976年（昭和51年）
  - 7月20日：第21回国幹審において、千代田 - 鹿野間（延長：101km、事業費：620億円、連結位置：戸河内町 吉和村 六日市町）の変更整備計画が策定。千代田町 - 加計町間のルートが南寄りに変更され、中間に安佐IC（仮称）が追加された。[38]
  - 9月8日：千代田 - 鹿野間および安佐ICの変更整備計画に基づく施行命令が交付。
  - 12月24日：落合IC - 北房IC間（11.8km、4車線、事業費94億円）が開通。[39][40]
- 1978年（昭和53年）10月28日：北房IC - 三次IC間（100.2km、北房IC - 庄原IC間は暫定2車線、庄原IC - 三次IC間は4車線、事業費1,258億円）が開通。[41][42]
- 1979年（昭和54年）
  - 5月15日：吹田ジャンクション（名神と中国道の直結ランプ）（1,143m、4車線、事業費50億円）が供用。これにより東名東京IC - 三次IC間（約810km）が高速自動車国道で結ばれる。[43][44]
  - 10月18日：三次IC - 千代田IC間（35.1km、4車線、事業費451億円）が開通。[45][46]
- 1980年（昭和55年）
  - 10月17日：鹿野IC - 山口IC間（36.8km、4車線、一部暫定2～3車線[47][48]、事業費538億円）が開通。[49][50]
  - 12月9日：北房IC - 新見IC間の北房トンネル付近から布瀬トンネル付近まで（10.2km）が4車線化。[51][52]
- 1981年（昭和56年）12月8日：東城IC - 庄原IC間の中山トンネル付近（2.2km）が4車線化。[53]
- 1982年（昭和57年）4月20日：東城IC - 庄原IC間が4車線化。
- 1983年（昭和58年）
  - 2月17日：山崎本線料金所（8レーン、事業費16億円）が運用開始。[54]
  - 3月18日：新見IC - 東城IC間が4車線化。
  - 3月24日：千代田IC - 鹿野IC間および現広島道広島北JCT - 広島北IC間（104.5km、4車線、ただしトンネル付近等のべ31.6kmは暫定2車線[48]、事業費3,000億円）が開通し、全通。[55]
- 1984年（昭和59年）
  - 3月21日：北房IC - 新見IC間の高尾トンネル付近が4車線化。[56]
  - 3月30日：北房IC - 新見IC間の大佐トンネル付近が4車線化。北房IC - 庄原IC間の4車線化が完了。[56]
- 1986年（昭和61年）11月10日：鹿野IC - 徳地IC間が4車線化。
- 1987年（昭和62年）12月4日：山口JCT開通により、山陽自動車道と接続。
- 1988年（昭和63年）
  - 3月24日：吉川JCT開通により、舞鶴自動車道（現・舞鶴若狭自動車道）と接続。
  - 7月8日：神戸三田IC開通。
  - 7月9日：西宮名塩SA開設。
  - 7月19日：神戸三田IC - 吉川JCT間が6車線化。
- 1989年（平成元年）11月10日：六日市IC - 鹿野IC間が4車線化。
- 1990年（平成2年）
  - 3月30日：西宮北IC - 神戸三田IC間が6車線化。
  - 9月25日：戸河内IC - 吉和IC間が4車線化。
  - 11月15日：吉和IC - 六日市IC間が4車線化。
- 1991年（平成3年）
  - 3月19日：加西IC開通。
  - 12月7日：千代田JCT開通により、浜田自動車道と接続。
- 1992年（平成4年）
  - 11月15日：最後まで暫定2車線であった広島北JCT - 戸河内IC間の4車線化工事が完了し、全線で4車線以上を確保。
  - 12月18日：落合JCT開通により、米子自動車道と接続。
- 1996年（平成8年）
  - 4月10日：ひょうご東条IC開通。
  - 11月14日：神戸JCT開通により、山陽自動車道と接続。
- 1997年（平成9年）
  - 3月15日：北房JCT開通により、岡山自動車道と接続。
  - 9月13日：美祢西IC開通。
- 2001年（平成13年）3月11日：下関JCT開通により、山陽自動車道と接続。
- 2003年（平成15年）4月28日：西宮山口JCT開通により、阪神高速7号北神戸線と接続。
- 2004年（平成16年）
  - 12月18日：大佐SAスマートIC社会実験・加計BSスマートIC社会実験開始（2006年9月30日終了）[注釈 8]。
  - 12月20日：山崎本線料金所（山崎IC - 佐用IC間に設置）廃止。
- 2005年（平成17年）3月6日：作東IC開通。
- 2006年（平成18年）10月1日：大佐SIC・加計SICが供用開始。
- 2008年（平成20年）11月11日：山口JCTがフル化。山陽自動車道と全方向接続。
- 2010年（平成22年）
  - 3月20日：美祢東JCT開通に伴い、小郡萩道路と接続。
  - 3月28日：佐用JCT開通に伴い、鳥取自動車道と接続。
- 2013年（平成25年）3月30日：三次東JCT開通に伴い、松江自動車道と接続。
- 2014年（平成26年）3月30日：三次東JCTで尾道自動車道と接続。
- 2016年（平成28年）
  - 3月27日：勝央JCT及び小郡JCTが開通。
  - 4月23日：建設中の新名神高速道路（高槻 - 神戸）建設現場における有馬川橋橋桁落下事故で付近の国道176号線が通行止めとなったため、西宮北IC - 神戸三田IC間で無料通行を実施[57]。
- 2018年（平成30年）3月18日：神戸JCTで新名神高速道路と接続[58]。
- 2020年（令和2年）3月21日：湯田温泉SICが供用開始[59]。湯田PAの名称が「湯田温泉PA」に変更[59]。
- 2022年（令和4年）
  - 3月12日：宍粟JCTで播磨自動車道と接続[60]。
  - 3月31日：吉和SA上下線のインフォメーションなどの営業を終了[61]。
- 2023年（令和5年）
  - 1月17日：同日1時より同年3月26日5時まで、リニューアル工事に伴い吹田JCT - 中国池田IC間を終日通行止[62]。

## 路線状況

### 車線・最高速度
| 区間                   | 車線   | 車線   | 車線   | 最高速度            | 最高速度              | 最高速度          | 設計速度 | 備考 |
| 区間                   | 上下線 | 上り線 | 下り線 | 大型特殊 三輪・牽引 | 大型貨物 特定中型貨物 | 左記を除く車両    | 設計速度 | 備考 |
| ---------------------- | ------ | ------ | ------ | ------------------- | --------------------- | ----------------- | -------- | ---- |
| 吹田JCT - 中国池田IC間 | 4      | 2      | 2      | 80 km/h             | 90 km/h               | 100 km/h （法定） | 100 km/h | ※1   |
| 中国池田IC - 宝塚IC間  | 6      | 3      | 3      | 80 km/h             | 90 km/h               | 100 km/h （法定） | 100 km/h | ※2   |
| 宝塚IC - 吉川JCT間     | 6      | 3      | 3      | 80 km/h             | 80 km/h               | 80 km/h （指定）  | 80 km/h  | ※2   |
| 吉川JCT - 呰部BS間     | 4      | 2      | 2      | 80 km/h             | 80 km/h               | 80 km/h （指定）  | 80 km/h  | ※2   |
| 呰部BS - 新見IC間      | 4      | 2      | 2      | 60 km/h （指定）    | 60 km/h （指定）      | 60 km/h （指定）  | 60 km/h  | ※2   |
| 新見IC - 広島北JCT間   | 4      | 2      | 2      | 80 km/h             | 80 km/h               | 80 km/h （指定）  | 80 km/h  | ※2   |
| 広島北JCT              | 2      | 1      | 1      | 50 km/h （指定）    | 50 km/h （指定）      | 50 km/h （指定）  | 60 km/h  | ※3   |
| 広島北JCT - 下関IC間   | 4      | 2      | 2      | 80 km/h             | 80 km/h               | 80 km/h （指定）  | 80 km/h  | ※2   |

- ※1：上り線に1箇所登坂車線あり。
- ※2：上下線に数箇所登坂車線あり。
- ※3：中国自動車道を連続走行する場合。
- 広島北JCTは上下線共に1車線ずつに減少し、広島道からの合流で再度2車線に戻る。
- 山口JCTの分岐後、下り線は一度右車線が絞り込まれて1車線に減少するが、山陽道からの合流で再度2車線に戻る。
- 下関JCTの合流は右側からであり、下り線は山陽道宇部下関線が合流した先は、追越車線である。その際、左車線は減少する。

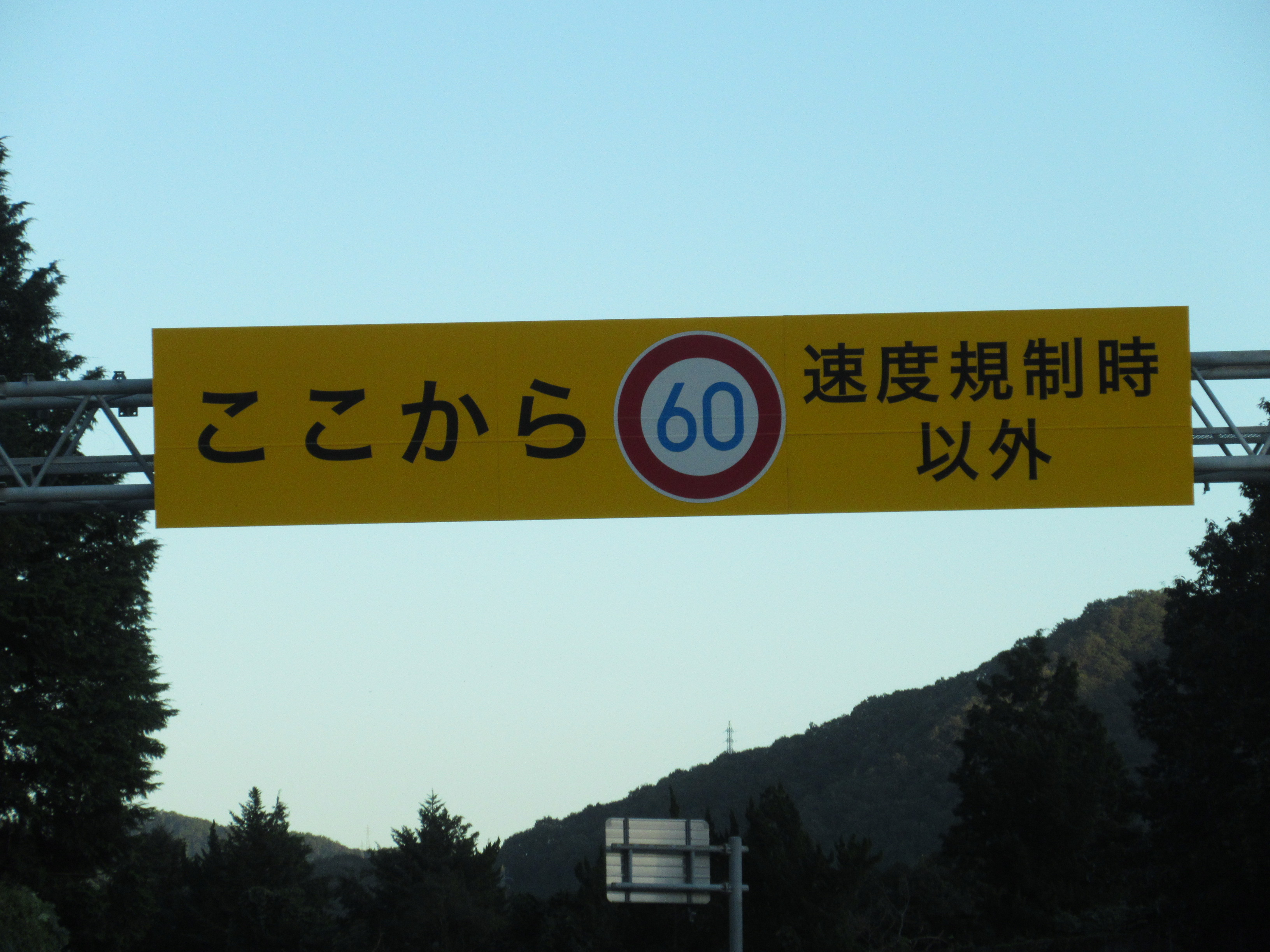
呰部BS - 新見ICは最高速度が60 km/hに制限されている

中国道は丘陵部の山間や山裾を通るルートを経由するため、道路設計に小半径の曲線や急勾配が多用され、最高速度はほとんどの区間で80 km/hに制限される。小郡IC - 下関IC間では半径400 - 600 mの曲線区間が約40 %を占めるなど、全線に渡って同じ設計速度80 km/hの東名高速道路や同時期に建設された新規高速道路の平均約25 %を上回る形で曲線区間が続いている。
広島県庄原市の東城IC - 庄原IC間は中国道で最小半径のR = 250 mが連続する場所もみられ、また、北房IC - 新見IC間は1種4級の道路構造かつ半径250 mの急カーブを有し、急勾配も連続するため、最高速度が60 km/hに制限される区間も存在する。
例外は、山崎断層帯の直上に建設した区間であり、この区間はトンネルもない。さらに、直線的な区間である。ただ、山崎断層帯の直上に建設したため、工事中には断層に伴う破砕帯が次々と現れた上に、断層の破砕帯からは塩類を含んだ地下水が湧出してくるため、道路の安全な通行を保証するためには、頻回な設備の補修が必要とされる区間でもある。
小月IC - 下関IC間は4車線区間であるが、中国道の他の4車線区間より橋梁部も含めて路肩が広く設計され、将来的に6車線（片側3車線）への拡幅が可能な構造として建設されている。同区間においても前述の区間同様に急曲線が多く、1989年には特に下りの急勾配を伴う下り線の箇所において、事故防止を目的として通過した際に一定のリズムで音が聞こえる舗装が行われた。
道路照明灯は吹田JCT - 神戸JCT間に設置されている。

### サービスエリア・パーキングエリア
売店は吉和SAを除く全てのサービスエリア (SA) と、赤松・社・安富・上月・真庭・江の川・本郷・王司の各パーキングエリア (PA) に設置されている。これらの中で24時間営業の売店を有するのは、西宮名塩SA・赤松PA下り線・社PA上り線・加西SA・勝央SA・安佐SA・美東SAのみである。レストランは安佐SA・吉和SA・鹿野SA・美東SAを除く全てのサービスエリアに設置されている。また、ガソリンスタンドは吉和SA・鹿野SAを除く、全てのサービスエリアと王司PAに設置されている。これらの中で24時間営業のガソリンスタンドを有するのは、西宮名塩SA・加西SA・勝央SA・七塚原SA・安佐SA・美東SAのみである。
山陽道全通後は交通量の減少により、ガソリンスタンドやスナックコーナーの閉鎖、営業時間短縮などの規模縮小が目立つ。特に安佐SA - 美東SA間の途中にある吉和SA・鹿野SAのガソリンスタンドが続々と廃止されており、この間は150 km近くに渡ってガソリンスタンドがない。このため、NEXCO西日本は2015年4月20日より1年間、吉和IC・六日市IC周辺の指定ガソリンスタンドで給油するETC利用車に対して、1時間以内の中途出場を認める社会実験を行い、
翌2016年に更に1年間継続を決め、翌2017年にもさらに継続された。
一方で、尾道道・松江道全通後の交通量増加により、それまで無人のPAであった江の川PAに売店が設置された。

### 主なトンネルと橋

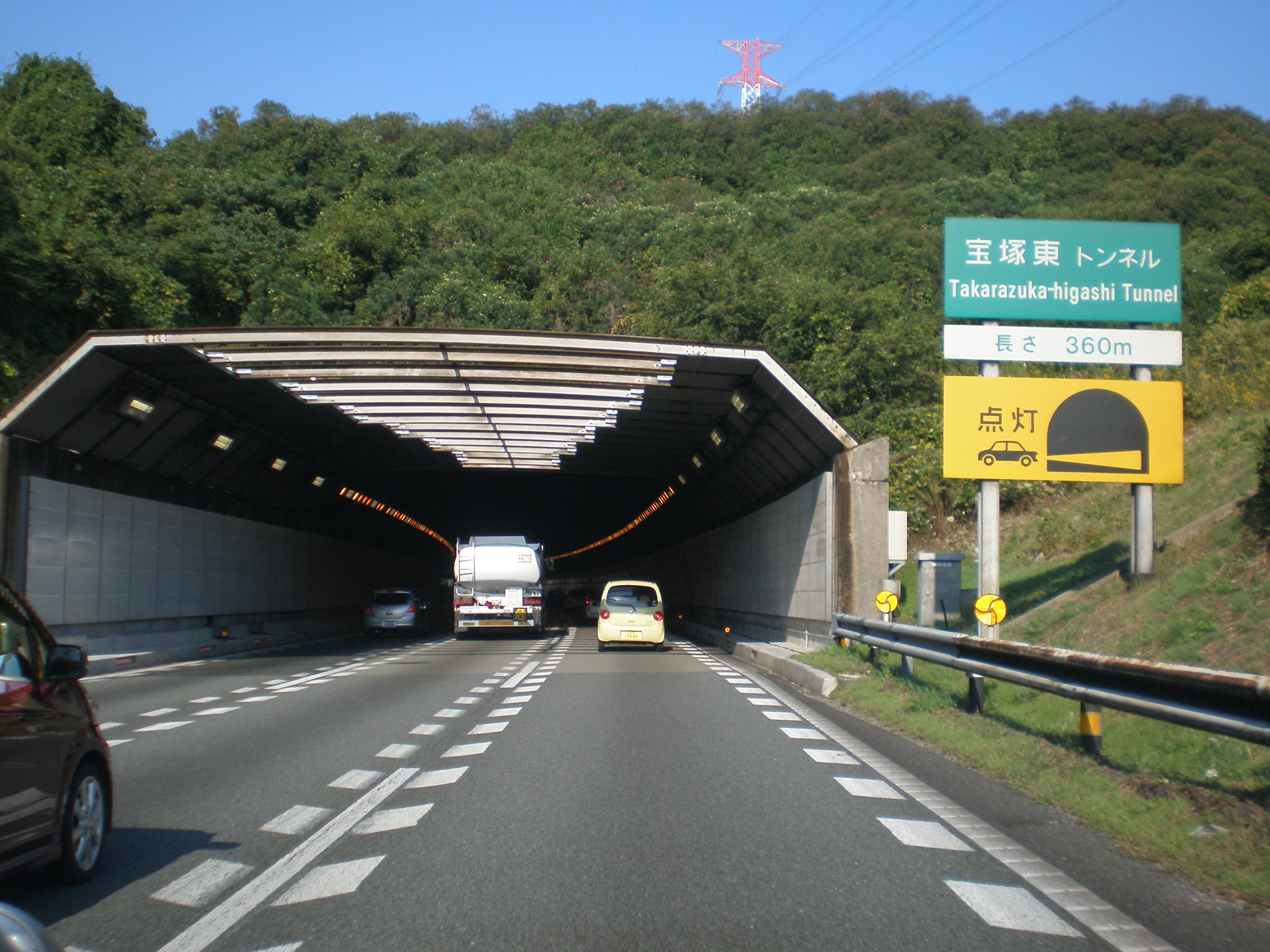
宝塚東トンネル下り線入口。
宝塚西トンネルと併せて渋滞の頻発箇所として知られる。

- 宝塚東トンネル（宝塚IC - 西宮名塩SA）：上り線364 m 下り線362 m
- 宝塚西トンネル（宝塚IC - 西宮名塩SA）：上り線347 m 下り線244 m
- 青葉台シェルター（宝塚IC - 西宮名塩SA）：上り線496 m 下り線533 m
- 有安トンネル（下り線のみ）（吉川IC - ひょうご東条IC）：40 m [69]
- 加古川橋（滝野社IC - 加西IC）
- 西下野トンネル（揖保川PA - 佐用JCT）： 上り線710 m 下り線698 m
- 漆野トンネル（揖保川PA - 佐用JCT）：上り線200 m 下り線184 m
- 金近トンネル（揖保川PA - 佐用JCT）：上り線1,063 m 下り線845 m
- 杉坂トンネル（上月PA - 作東IC）：上り線650 m 下り線516 m
- 北房トンネル（北房IC - 大佐SA）：上り線473 m 下り線383 m
- 呰部トンネル（北房IC - 大佐SA）：上り線140 m 下り線247 m
- 阿口トンネル（上り線のみ）• 三尾トンネル（下り線のみ）（北房IC - 大佐SA）：上り線562 m 下り線602 m
- 布瀬トンネル（北房IC - 大佐SA）：上り線1,173 m 下り線1,260 m
- 大佐トンネル（北房IC - 大佐SA）：上り線1,572 m 下り線1,596 m
- 熊谷トンネル（大佐SA - 新見IC）：上り線202 m 下り線183 m
- 高尾トンネル（上り線のみ）• 大仁子トンネル（下り線のみ）（大佐SA - 新見IC）：上り線1,165 m 下り線266 m
- 新見トンネル（新見IC - 神郷PA）：上り線1,300 m 下り線1,165 m
- 帝釈橋（帝釈峡PA - 帝釈BS）：上り線284 m 下り線267 m
- 中山トンネル（帝釈BS - 本村PA）：上り線956 m 下り線934 m
- 中原トンネル（高田IC - 千代田IC）：上り線1,019 m 下り線1,025 m
- 牛頭山トンネル（広島北JCT - 加計SIC）：上り線3,573 m 下り線3,558 m（中国道最長トンネル）
- 平トンネル（広島北JCT - 加計スマートIC）：上り線1,055 m 下り線1,042 m
- 船場トンネル（広島北JCT - 加計スマートIC）：上り線1,001 m 下り線987 m
- 三谷トンネル（上り線のみ）・澄合トンネル（広島北JCT - 加計スマートIC）：三谷：上り線75 m 澄合：上り線802 m 下り線704 m
以前、上り線は加計側の三谷トンネルと、広島北側の澄合トンネルとが覆道によって繋がれていた。しかし、覆道が撤去されて分離された。
- 加計東トンネル（広島北JCT - 加計スマートIC）：上り線3,277 m 下り線3,365 m
- 加計西トンネル（加計スマートIC - 戸河内IC）：上り線2,691 m 下り線2,672 m
- 戸河内トンネル（戸河内IC - 筒賀PA）：上り線361 m 下り線385 m
- 筒賀トンネル（筒賀IC - 吉和IC）：上り線410 m 下り線414 m
- 萩原トンネル（下り線のみ）（筒賀PA - 吉和IC）：262 m
- 椿山トンネル（筒賀PA - 吉和IC）：上り線976 m 下り線381 m
- 小原トンネル（下り線のみ）（筒賀PA - 吉和IC）：391 m
- 大井トンネル（筒賀PA - 吉和IC）：上り線91 m 下り線150 m
- 桜ケ瀬トンネル（下り線のみ）（筒賀PA - 吉和IC）：169 m
- 布原トンネル（筒賀PA - 吉和IC）：上り線280 m 下り線202 m
- 馬越トンネル（筒賀PA - 吉和IC）：上り線472 m 下り線475 m
- 境トンネル（筒賀PA - 吉和IC）：上り線459 m 下り線464 m
- 冠山トンネル（吉和SA - 深谷PA）：上り線2,140 m 下り線2,198 m
トンネル手前で中国自動車道の最高地点（海抜721 m）を通過する。
- 鬼ヶ城山トンネル（吉和SA - 深谷PA）：上り線211 m 下り線206 m
- 田野原トンネル（深谷PA - 六日市IC）：上り線303 m 下り線320 m
- 藏木トンネル（深谷PA - 六日市IC）：上り線437 m 下り線462 m
- 六日市トンネル（六日市IC - 朝倉PA）：上り線346 m 下り線380 m
- 愛宕トンネル（六日市IC - 朝倉PA）：上り線699 m 下り線657 m
- 蓼野トンネル（朝倉PA - 鹿野IC）：上り線1,285 m 下り線1,275 m
- 米山トンネル（朝倉PA - 鹿野IC）：上り線3,154 m 下り線3,260 m
- 巣山トンネル（鹿野SA - 徳地IC）：上り線304 m 下り線363 m
- 高瀬トンネル（鹿野SA - 徳地IC）：上り線661 m 下り線304 m
- 仏坂トンネル（小郡JCT - 美東SA）：上り線219 m 下り線208 m
- 根越トンネル（美祢IC - 伊佐PA）：390 m

牛頭山・加計東/西トンネルは、広島北JCT - 戸河内IC間に存在する。いずれも2 kmを超える長大トンネルである上、その前後にも1 km前後のトンネルが連続するために難所とされる。ちなみに、この区間の道程の約17.2 kmのうち70 %を超える12.4 kmがトンネルである。また、開通からしばらくの間は、これらのトンネルは暫定2車線で供用されていた。

#### トンネルの数
| 区間                      | 上り線 | 下り線 |
| ------------------------- | ------ | ------ |
| 吹田JCT - 宝塚IC          | 0      | 0      |
| 宝塚IC - 西宮名塩SA       | 3      | 3      |
| 西宮名塩SA - 吉川IC       | 0      | 0      |
| 吉川IC - ひょうご東条IC   | 0      | 1      |
| ひょうご東条IC - 揖保川PA | 0      | 0      |
| 揖保川PA - 佐用JCT        | 3      | 3      |
| 佐用JCT - 上月PA          | 0      | 0      |
| 上月PA - 作東IC           | 1      | 1      |
| 作東IC - 北房IC           | 0      | 0      |
| 北房IC - 大佐SA           | 5      | 5      |
| 大佐SA - 新見IC           | 2      | 2      |
| 新見IC - 神郷PA           | 1      | 1      |
| 神郷PA - 帝釈峡PA         | 0      | 0      |
| 帝釈峡PA - 本村PA         | 1      | 1      |
| 本村PA - 高田IC           | 0      | 0      |
| 高田IC - 本郷PA           | 0      | 1      |
| 本郷PA - 千代田IC         | 1      | 0      |
| 千代田IC - 広島北JCT      | 0      | 0      |
| 広島北JCT - 加計SIC       | 6      | 5      |
| 加計SIC - 戸河内IC        | 1      | 1      |
| 戸河内IC - 筒賀PA         | 1      | 1      |
| 筒賀PA - 吉和IC           | 6      | 9      |
| 吉和IC - 吉和SA           | 0      | 0      |
| 吉和SA - 深谷PA           | 2      | 2      |
| 深谷PA - 六日市IC         | 2      | 2      |
| 六日市IC - 朝倉PA         | 2      | 2      |
| 朝倉PA - 鹿野IC           | 2      | 2      |
| 鹿野IC - 鹿野SA           | 0      | 0      |
| 鹿野SA - 徳地IC           | 2      | 2      |
| 徳地IC - 小郡IC           | 0      | 0      |
| 小郡IC - 美東SA           | 1      | 1      |
| 美東SA - 美祢IC           | 0      | 0      |
| 美祢IC - 伊佐PA           | 1      | 1      |
| 伊佐PA - 下関IC           | 0      | 0      |
| 合計                      | 41     | 44     |

### 道路管理者
2005年10月に行われた道路公団民営化後、中国自動車道はNEXCO西日本が全区間を管轄している。
- 関西支社
  - 神戸管理事務所 : 吹田JCT - 吉川IC
  - 福崎高速道路事務所 : 吉川IC - 佐用IC
- 中国支社
  - 津山高速道路事務所 : 佐用IC - 新見IC
  - 三次高速道路事務所 : 新見IC - 高田IC
  - 千代田高速道路事務所 : 高田IC - 六日市IC
  - 山口高速道路事務所 : 六日市IC - 下関IC

#### ハイウェイラジオ
- 中国豊中（中国吹田IC - 中国豊中IC）
- 西宮（宝塚IC - 西宮北IC）
- 加西（加西IC - 加西SA）
- 山﨑  (山﨑IC-宍粟JCT)
- 揖保川 (宍粟JCT-佐用JCT)
- 勝央（美作IC - 勝間田BS）
- 新見（大佐SA - 熊谷BS）
- 高田（美土里BS - 本郷PA）
- 吉和（吉和SA - 冠山トンネル）
- 小郡（真名BS - 美祢IC）
- 王司（王司PA前後）

### 交通量
24時間交通量（台） 道路交通センサス
| 区間                      | 平成11（1999）年度 | 平成17（2005）年度 | 平成22（2010）年度 | 平成27（2015）年度 | 令和3（2021）年度 |
| ------------------------- | ------------------ | ------------------ | ------------------ | ------------------ | ----------------- |
| 吹田JCT - 中国吹田IC      | 033,771            | 056,265            | 065,007            | 065,654            | 37,228            |
| 中国吹田IC - 中国豊中IC   | 065,036            | 067,039            | 076,425            | 075,575            | 45,679            |
| 中国豊中IC - 中国池田IC   | 054,583            | 056,422            | 066,308            | 063,986            | 34,945            |
| 中国池田IC - 宝塚IC       | 088,790            | 090,913            | 105,478            | 096,007            | 64,642            |
| 宝塚IC - 西宮山口JCT      | 104,214            | 105,048            | 124,014            | 109,285            | 77,225            |
| 西宮山口JCT - 西宮北IC    | 104,214            | 091,905            | 101,217            | 095,809            | 64,408            |
| 西宮北IC - 神戸JCT        | 084,854            | 078,692            | 091,488            | 087,183            | 57,852            |
| 神戸JCT - 神戸三田IC      | 046,104            | 046,118            | 048,850            | 044,064            | 41,867            |
| 神戸三田IC - 吉川JCT      | 043,933            | 045,048            | 049,604            | 045,391            | 41,073            |
| 吉川JCT - 吉川IC          | 030,040            | 031,026            | 032,082            | 031,270            | 28,885            |
| 吉川IC - ひょうご東条IC   | 026,783            | 027,402            | 028,006            | 027,637            | 25,274            |
| ひょうご東条IC - 滝野社IC | 024,483            | 024,297            | 024,559            | 024,881            | 22,412            |
| 滝野社IC - 加西IC         | 019,170            | 019,292            | 019,638            | 020,503            | 18,351            |
| 加西IC - 福崎IC           | 018,032            | 018,117            | 018,383            | 019,546            | 17,671            |
| 福崎IC - 夢前SIC          | 014,512            | 014,187            | 015,298            | 016,688            | 14,618            |
| 夢前SIC - 山崎IC          | 014,512            | 014,187            | 015,298            | 016,416            | 13,918            |
| 山崎IC - 佐用JCT          | 012,720            | 012,624            | 013,789            | 014,884            | 12,223            |
| 佐用JCT - 佐用IC          | 012,720            | 012,624            | 011,970            | 012,816            | 10,039            |
| 佐用IC - 作東IC           | 010,416            | 010,971            | 010,895            | 011,643            | 9,316             |
| 作東IC - 美作IC           | 010,416            | 011,076            | 010,922            | 011,751            | 9,351             |
| 美作IC - 勝央JCT          | 009,658            | 010,423            | 010,355            | 011,040            | 8,944             |
| 勝央JCT - 津山IC          | 009,658            | 010,423            | 010,355            | 011,040            | 8,878             |
| 津山IC - 院庄IC           | 009,995            | 010,423            | 011,295            | 011,745            | 9,592             |
| 院庄IC - 落合JCT          | 010,267            | 011,103            | 012,678            | 012,876            | 10,539            |
| 落合JCT - 落合IC          | 009,134            | 011,103            | 012,164            | 011,504            | 10,047            |
| 落合IC - 北房JCT          | 009,775            | 010,916            | 013,658            | 012,395            | 10,921            |
| 北房JCT-北房IC            | 005,773            | 006,884            | 006,358            | 006,183            | 6,524             |
| 北房IC - 大佐SASIC        | 004,829            | 005,996            | 005,267            | 005,283            | 5,828             |
| 大佐SASIC - 新見IC        | 004,829            | 005,929            | 005,042            | 005,096            | 5,625             |
| 新見IC - 東城IC           | 003,967            | 004,805            | 003,637            | 004,042            | 4,356             |
| 東城IC - 庄原IC           | 004,411            | 005,285            | 004,183            | 004,551            | 4,800             |
| 庄原IC - 三次東IC/JCT     | 005,574            | 006,666            | 005,502            | 005,655            | 5,747             |
| 三次東IC/JCT - 三次IC     | 005,574            | 006,666            | 005,502            | 005,655            | 5,747             |
| 三次IC - 高田IC           | 008,729            | 010,235            | 009,090            | 010,793            | 9,925             |
| 高田IC - 千代田IC         | 009,516            | 011,169            | 010,112            | 011,617            | 10,711            |
| 千代田IC - 千代田JCT      | 012,077            | 013,887            | 013,296            | 014,459            | 13,195            |
| 千代田JCT - 広島北JCT     | 014,397            | 016,597            | 017,144            | 016,911            | 14,960            |
| 広島北JCT - 加計SIC       | 004,718            | 013,737            | 005,608            | 006,130            | 5,799             |
| 加計SIC - 戸河内IC        | 004,718            | 013,341            | 004,666            | 005,238            | 5,086             |
| 戸河内IC - 吉和IC         | 002,405            | 011,361            | 002,466            | 003,346            | 3,579             |
| 吉和IC - 六日市IC         | 002,101            | 011,254            | 002,299            | 003,161            | 3,428             |
| 六日市IC - 鹿野IC         | 001,940            | 011,136            | 002,183            | 002,989            | 3,451             |
| 鹿野IC - 徳地IC           | 002,047            | 011,044            | 002,234            | 003,054            | 3,504             |
| 徳地IC - 山口IC           | 001,912            | 010,670            | 002,087            | 002,945            | 3,457             |
| 山口IC - 湯田温泉PASIC    | 002,734            | 010,670            | 003,286            | 004,125            | 4,482             |
| 湯田温泉PASIC - 山口JCT   | 002,734            | 010,670            | 003,286            | 004,125            | 5,467             |
| 山口JCT - 小郡IC          | 020,265            | 019,766            | 021,366            | 024,355            | 24,195            |
| 小郡IC - 美祢東JCT        | 022,496            | 020,974            | 022,579            | 025,530            | 24,726            |
| 美祢東JCT - 美祢IC        | 022,496            | 020,974            | 022,371            | 025,092            | 24,238            |
| 美祢IC - 美祢西IC         | 022,025            | 020,346            | 021,757            | 023,967            | 23,170            |
| 美祢西IC - 下関JCT        | 022,796            | 020,522            | 021,934            | 024,284            | 23,348            |
| 下関JCT - 小月IC          | 022,796            | 026,162            | 027,721            | 030,512            | 28,704            |
| 小月IC - 下関IC           | 026,695            | 028,093            | 029,719            | 032,400            | 30,489            |

（出典：「道路交通情勢調査票（道路交通センサス）平成17年度 (PDF) 」（大阪府ホームページ）・「道路に関するデータ　道路・街路交通情勢調査（道路交通センサス）平成11年度調査結果」（兵庫県ホームページ）・「中国地方の平成17年度道路交通センサス断面交通量」（中国地方整備局ホームページ）・「平成22年度道路交通センサス」・「平成27年度全国道路・街路交通情勢調査」・「令和3年度全国道路・街路交通情勢調査」（国土交通省ホームページ）より一部データを抜粋して作成）
- 令和2年度に実施予定だった交通量調査は、新型コロナウイルスの影響で延期された[70]。

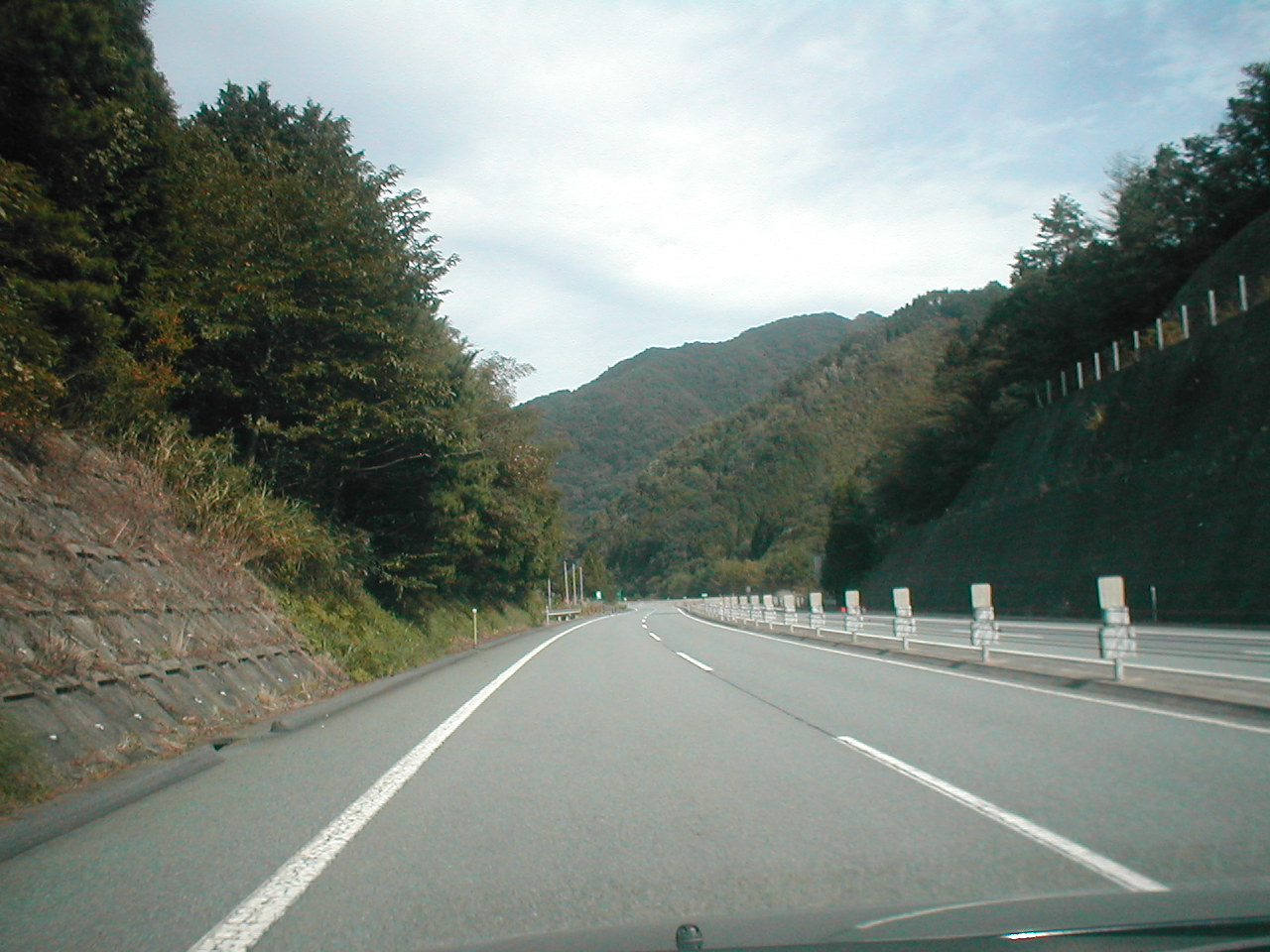
2006年10月8日に撮影した中国自動車道上り線、六日市IC - 吉和IC。交通量が少ない様子が見て取れる。

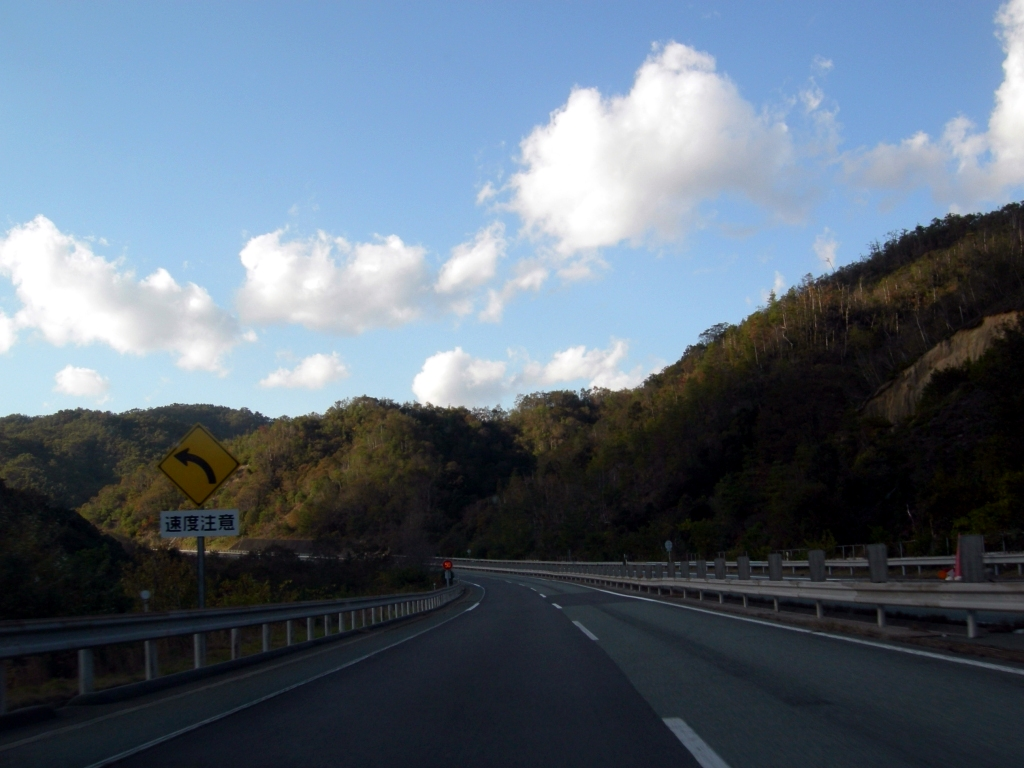
荷卸峠へ向かう中国自動車道（山口県山口市）

吹田JCT - 神戸JCT間は中国道・山陽道双方の交通が人口の多い阪神地区において、集中するために常に交通量が多く、中国池田IC - 西宮北IC間では、日交通量10万台以上と極めて混雑する状態で、宝塚東・宝塚西トンネルを先頭にした渋滞が常態化していたが、新名神高速の高槻JCT - 神戸JCT間が開業したことにより、状況は変わりつつある。
一方、山陽道と並行する神戸JCT - 山口JCT間では西に向かうに連れて交通量が減少する。特に少ない戸河内IC - 山口IC間の日交通量は3,000台前後で、山陽道（本線）の最少交通量区間である山口南IC - 山口JCT間でも22,634台の日交通量があるのとは対照的である。これは、1997年12月10日に山陽道が全通したことで、これまでこの区間を中国道経由で通過していた高速バスや貨物自動車の大半が山陽道へシフトし、その後は通常の昼間に大型車が通過することは少なくなった。結果、交通量が増加する大型連休・お盆・年末年始において、山陽道では渋滞が多く発生するのに対し、並行する中国道神戸JCT - 山口JCT間ではほとんど発生しない。このため、NEXCO西日本ではキャンペーンなどで交通量の多い時期に山陽道を通過利用する車に対し中国道経由への迂回を呼び掛けている。
なお、2005年9月7日に台風14号による路盤崩壊により山陽道の岩国IC - 玖珂ICが不通に陥った。山陽道が復旧した12月1日までは通過交通を中心に、一時的に中国自動車道の広島北JCT - 山口JCTの交通量が増加し、この通行止め期間中の2005年9月から11月にかけて実施された平成17年（2005年）度道路交通センサスの交通量調査では、日平均1万台程度の交通量があった。結果、2010年の交通センサスでは2005年に比べて8割程度交通量が減少した区間も見られる。

## 地理

### 通過する自治体
- 大阪府
  - 吹田市 - 豊中市 - 池田市
- 兵庫県
  - 川西市 - 宝塚市 - 伊丹市 - 宝塚市 - 西宮市 - 神戸市北区 - 三木市 - 加東市 - 加西市 - 加東市 - 加西市 - 神崎郡福崎町 - 姫路市 - 宍粟市 - 佐用郡佐用町
- 岡山県
  - 美作市 - 勝田郡勝央町 - 津山市 - 真庭市 - 新見市
- 広島県
  - 庄原市 - 三次市 - 安芸高田市 - 山県郡北広島町 - 広島市安佐北区 - 山県郡安芸太田町 - 廿日市市
- 山口県
  - 岩国市
- 島根県
  - 鹿足郡吉賀町
- 山口県
  - 周南市 - 山口市 - 宇部市 - 美祢市 - 山陽小野田市 - 美祢市 - 下関市

### 接続する高速道路
- E1 名神高速道路（吹田JCTで接続）
- E26 近畿自動車道（吹田JCTで接続）
- 阪神高速7号北神戸線（西宮山口JCTで接続）
- E2 山陽自動車道（神戸JCTで接続）
- E1A 新名神高速道路（神戸JCTで接続）
- E27 舞鶴若狭自動車道（吉川JCTで接続）
- E95 播但連絡道路（福崎ICで接続）
- E29 播磨自動車道（宍粟JCTで接続）
- E29 鳥取自動車道（佐用JCTで接続）
- E73 米子自動車道（落合JCTで接続）
- E73 岡山自動車道（北房JCTで接続）
- E54 松江自動車道（三次東JCT/ICで接続）
- E54 尾道自動車道（三次東JCT/ICで接続）
- E74 浜田自動車道（千代田JCTで接続）
- E74 広島自動車道（広島北JCTで接続）
- E2 山陽自動車道（山口JCTで接続）
- E2 山陽自動車道（下関JCTで接続）
- E9 山陰自動車道（小月ICで接続予定）
- E2A 関門橋（下関ICで直結）